# Augustine Choge
Augustine Kiprono Choge (Kabirisang, 21 gennaio 1987) è un mezzofondista keniota.

## Biografia
Ha studiato alla Kabikwen Secondary School, terminandola nel 2004. Nel 2006 ha vinto la medaglia d'oro nei 5000 m piani ai Giochi del Commonwealth.
Nel 2009 ha preso parte ai Mondiali di Berlino nei 1500 m piani, giungendo quinto. Ha detenuto il record africano nella staffetta 4×1500 m (14'36"23) insieme a William Biwott, Gideon Gathimba e Geoffrey Rono.

## Palmarès
| Anno | Manifestazione          | Sede          | Evento         | Risultato | Prestazione | Note                                     |
| ---- | ----------------------- | ------------- | -------------- | --------- | ----------- | ---------------------------------------- |
| 2003 | Mondiali di cross       | Losanna       | Corsa juniores | 4º        | 22'55"      |                                          |
| 2003 | Mondiali di cross       | Losanna       | A squadre      | Oro       | 15 p.       |                                          |
| 2003 | Mondiali allievi        | Sherbrooke    | 3000 m piani   | Oro       | 7'52"53     |                                          |
| 2004 | Mondiali juniores       | Grosseto      | 5000 m piani   | Oro       | 13'28"93    | Miglior prestazione personale stagionale |
| 2005 | Mondiali di cross       | Saint-Galmier | Corsa juniores | Oro       | 23'59"      |                                          |
| 2005 | Mondiali di cross       | Saint-Galmier | A squadre      | Oro       | 10 p.       |                                          |
| 2006 | Giochi del Commonwealth | Melbourne     | 5000 m piani   | Oro       | 12'56"41    | Record dei Giochi                        |
| 2006 | Mondiali di cross       | Fukuoka       | Corsa breve    | 7º        | 11'03"      |                                          |
| 2006 | Mondiali di cross       | Fukuoka       | A squadre      | Oro       | 21 p.       |                                          |
| 2008 | Mondiali di cross       | Edimburgo     | Corsa seniores | 12º       | 35'26"      |                                          |
| 2008 | Mondiali di cross       | Edimburgo     | A squadre      | Oro       | 39 p.       |                                          |
| 2008 | Giochi olimpici         | Pechino       | 1500 m piani   | 9º        | 3'35"50     |                                          |
| 2009 | Mondiali                | Berlino       | 1500 m piani   | 5º        | 3'36"53     |                                          |
| 2010 | Mondiali indoor         | Doha          | 3000 m piani   | 11º       | 7'53"42     |                                          |
| 2012 | Mondiali indoor         | Istanbul      | 3000 m piani   | Argento   | 7'41"77     |                                          |
| 2014 | Mondiali indoor         | Sopot         | 3000 m piani   | 9º        | 7'57"47     |                                          |
| 2016 | Mondiali indoor         | Portland      | 3000 m piani   | Bronzo    | 7'57"43     |                                          |

## Campionati nazionali
2002
- 4º ai campionati kenioti juniores, 10000 m piani - 29'06"5

2003
- Oro ai campionati kenioti juniores, 3000 m piani - 7'57"1
- 5º ai campionati kenioti juniores di corsa campestre - 23'37"

2004
- Oro ai campionati kenioti juniores, 5000 m piani - 13'29"0

2006
- Oro ai campionati kenioti di corsa campestre, cross corto - 9'30"1

2008
- 25º ai campionati kenioti di corsa campestre, cross lungo - 39'53"

2011
- 7º ai campionati kenioti, 1500 m piani - 3'36"91

2013
- Oro ai campionati kenioti, 1500 m piani - 3'34"7

## Altre competizioni internazionali
2002
- Argento alla Mezza maratona di Haarlem ( Haarlem) - 1h06'12"

2003
- 9º al Cross di Alà dei Sardi ( Alà dei Sardi) - 33'55"

2004
- Bronzo alla World Athletics Final ( Monaco), 5000 m piani - 13'09"00

2005
- Bronzo alla World Athletics Final ( Monaco), 3000 m piani - 7'39"99

2006
- Bronzo alla World Athletics Final ( Stoccarda), 1500 m piani - 3'33"37

2009
- Bronzo alla World Athletics Final ( Salonicco), 1500 m piani - 3'35"46
- Bronzo ai Bislett Games ( Oslo), 1 miglio - 3'50"22
- Oro all'ISTAF Berlin ( Berlino), 1500 m piani - 3'29"47
- Oro al Weltklasse Zürich ( Zurigo), 1500 m piani - 3'33"38
- Oro al Memorial Van Damme ( Bruxelles), staffetta 4x1500 m piani - 14'36"23
- 7º al Great Edinburgh Crosscountry ( Edimburgo) - 27'11"

2010
- Oro allo Shanghai Golden Grand Prix ( Shanghai), 1500 m piani - 3'32"20
- Bronzo al Memorial Van Damme ( Bruxelles), 1500 m piani - 3'32"88

2015
- 12º al Great Edinburgh Crosscountry ( Edimburgo) - 12'53"

2016
- Bronzo alla Mezza maratona di Delhi ( Nuova Delhi) - 1h00'01"
- Oro alla Philadelphia Rock 'n' Roll Half Marathon ( Filadelfia) -  1h03'24"
- Vincitore del World Athletics Indoor Tour, 3000 m piani

2017
- Bronzo alla Mezza maratona di Ras al-Khaima ( Ras al-Khaima) - 59'26"